# Axarus froehlichi
Axarus froehlichi är en tvåvingeart som beskrevs av Andersen och Mendes 2002. Axarus froehlichi ingår i släktet Axarus och familjen fjädermyggor. Inga underarter finns listade i Catalogue of Life.